# Eriogonum clavellatum
Eriogonum clavellatum är en slideväxtart som beskrevs av John Kunkel Small. Eriogonum clavellatum ingår i släktet Eriogonum och familjen slideväxter. Inga underarter finns listade i Catalogue of Life.